# Autorretrato con gafas (Goya)
El Autorretrato con gafas, es un óleo sobre tela realizado por Francisco de Goya hacia 1800. Presenta fuertes similitudes con el autorretrato pintado en su juventud entre 1769 y 1775. De la obra se conocen dos versiones, una conservada en el Museo Goya de Castres y el otro en el Museo Bonnat-Helleu de Bayona.

## Contexto
En 1800, Goya está en la cumbre de su gloria. Pintor de cámara del rey, académico de la Real Academia de Bellas Artes de San Fernando, pintor a la moda para la aristocracia y la alta burguesía. Pero afectado por la sordera, trabaja en paralelo sobre temas más personales— como los Caprichos y las Brujerías de la Alameda de Osuna - donde trata asuntos oscuros y salvajes, como brujería y canibalismo.
Para el Museo Goya, esta obra muestra relación con su autorretrato de juventud, el mismo formato, colores similares, donde el joven de la primera tela es reemplazado por un hombre maduro con algunos cabellos blancos, y que permite medir el camino recorrido por el pintor, comparando la «maestría lograda", la "deslumbrante representación" y la "economía de medios" de su retrato en su apogeo con el de sus comienzos.
Tanto Jean-Louis Augé, conservador del museo de Castres, como la Fundación Goya en Aragón subrayan la proximidad de la pose de este autorretrato con la del pintor en La familia de Carlos IV, cuyo encargo había recibido durante el año y que fue pintada también en 1800.

## Descripción del cuadro
Goya se muestra de tres cuartos sobre fondo oscuro, la mirada seria y cansada, observando por encima de las gafas al espectador, que se encuentra aquí en la posición del pintor. Lleva una chaqueta de terciopelo verde, una corbata blanca alrededor del cuello, se adivinan los hombros apenas sugeridos. Las texturas están plasmadas por brillos y juegos de luz; la cara y la chaqueta están tenuemente iluminados, de frente.

## Autenticidad
Estudios de 2015 confirmaron que la tela conservada en Bayona es el original y precede a la copia conservada en Castres. Jean-Louis Augé, conservador de este segundo museo, confirmó que la tela expuesta en su museo sería una réplica autógrafa de la tela de Bayona.

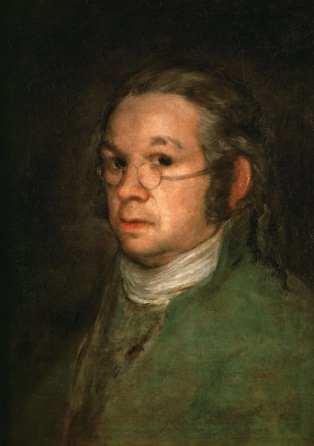
Versión del Museo Bonnat-Helleu de Bayona (54 cm × 39,5 cm).
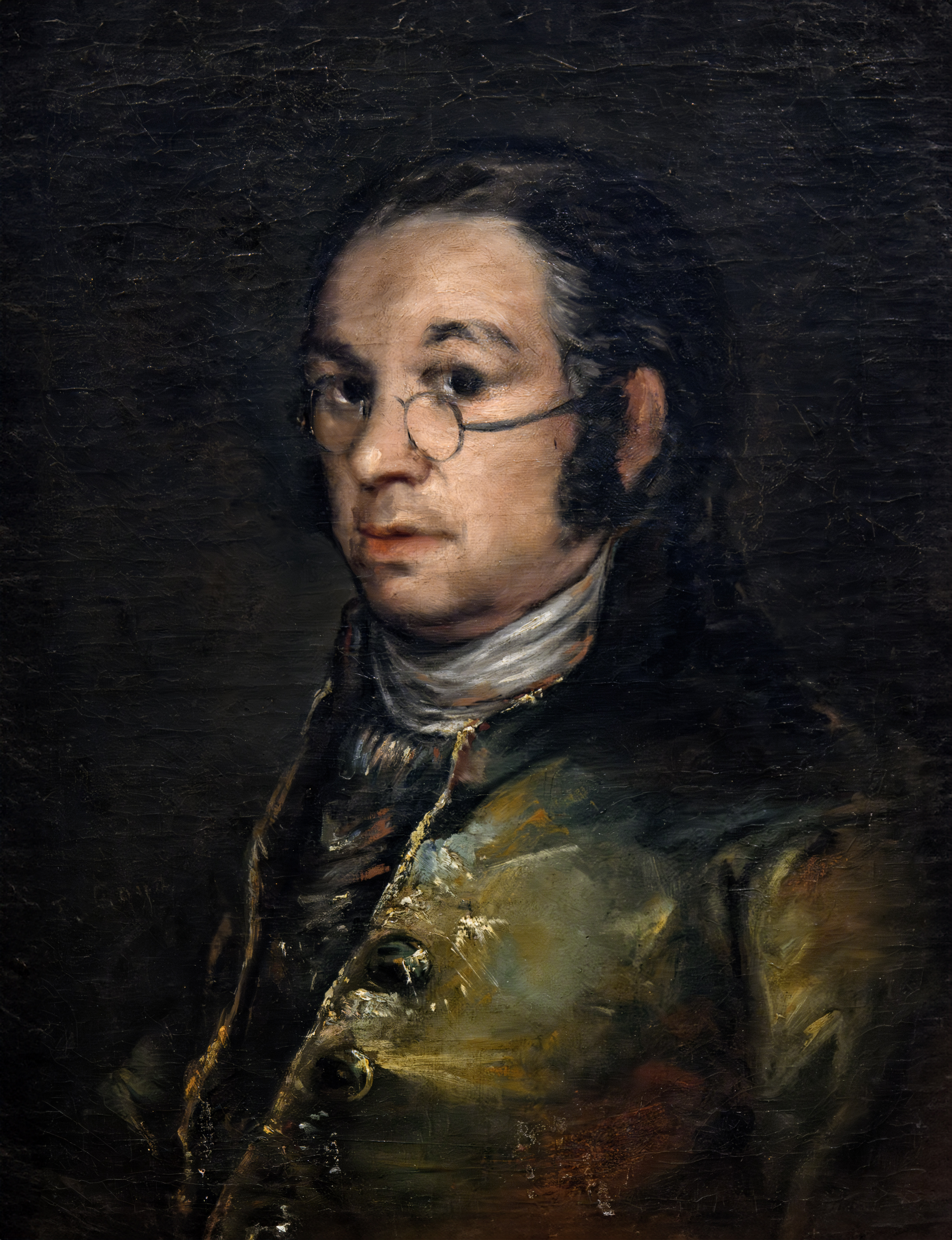
Versión del Museo Goya de Castres (61,5 cm × 47,8 cm).